# 古保利村
古保利村（こほりむら）は、滋賀県伊香郡にあった村。現在の長浜市の北西部、高月地区の西部、琵琶湖の沿岸にあたる。

## 地理
- 山岳：山本山
- 湖沼：琵琶湖
- 河川：余呉川

## 歴史
- 1889年（明治22年）4月1日 - 町村制の施行により、西野村・片山村・重則村・熊野村・松尾村・東柳野村・柳野中村・西柳野村・西阿閉村の区域をもって発足。
- 1954年（昭和29年）12月1日 - 北富永村・南富永村と合併し、改めて高月町が発足。同日古保利村廃止。